# Tania Khalill
Tânia Calil Padis Campos, née le 8 juillet 1977 à São Paulo, est une actrice brésilienne.

## Filmographie

### Télévision
| 2002 | Sabor da Paixão                            | Sabrina                                |
| 2004 | Galera                                     | Plurabelle                             |
| 2004 | Senhora do Destino                         | Nalva (Marinalva Ferrari)              |
| 2006 | Cobras & Lagartos                          | Nikki (Nicole Ortega)                  |
| 2006 | Pé na Jaca                                 | Paula                                  |
| 2008 | Guerra e Paz                               | Vivi                                   |
| 2008 | Casos e Acaso                              | Fabiana                                |
| 2008 | Casos e Acaso                              | Iara                                   |
| 2009 | Caminho das Índias                         | Duda (Maria Eduarda de Moraes Garrido) |
| 2009 | Episódio Especial                          | Elle-meme                              |
| 2011 | Acampamento de Férias 2 - A Arvore da Vida | Débora                                 |
| 2011 | Fina Estampa                               | Letícia                                |
| 2012 | Salve Jorge                                | Ayla                                   |
| 2013 | Joia Rara                                  | Dália Hérnandez                        |